# 汤溪镇 (金华市)
汤溪镇是中華人民共和國浙江省金华市婺城區下轄的一個镇，距金華城区25公里。产业以传统农业为主，农村人口达4.5万人。设有工业园区——金西开发区，包括汤溪分中心、中戴分中心、黄堂分中心、厚大分中心。毗邻蒋堂镇、琅琊镇、湖鎮鎮、罗埠镇、洋埠镇。

## 历史
考古发现，汤溪镇辖区9000年前已经有人居住，有着悠久的历史。据史书记载，500多年前就已经是文化古镇。
汤溪镇是原古婺州八县之一的原汤溪县县城所在地。明朝以前一直属于婺州和金华府辖地。
明朝成化年间，因闹矿贼，于是明朝政府在成化七年(公元1471年)将金華、兰溪、龙游、遂昌四县边陲之地置“汤溪县”，首任县令宋约。史书上记载，是因为官方无力剿匪，只好招安怀柔，让贼盗自治，以息事宁人。所以，汤溪就成了四不管的蛮荒之地。
1958年撤汤溪县并入金华县；1992年撤区扩镇，撤消汤溪区，将东祝乡、厚大乡、中戴乡并入设立汤溪镇。
2021年10月21日，将原岭上乡下坞村、岭上村、黄岩孔村、蒋畈村、黄麻山村、里门殿村、石埠头村、东会村、苏村村、邵家源村等10个行政村（已撤销）区域范围划归汤溪镇。

## 现状

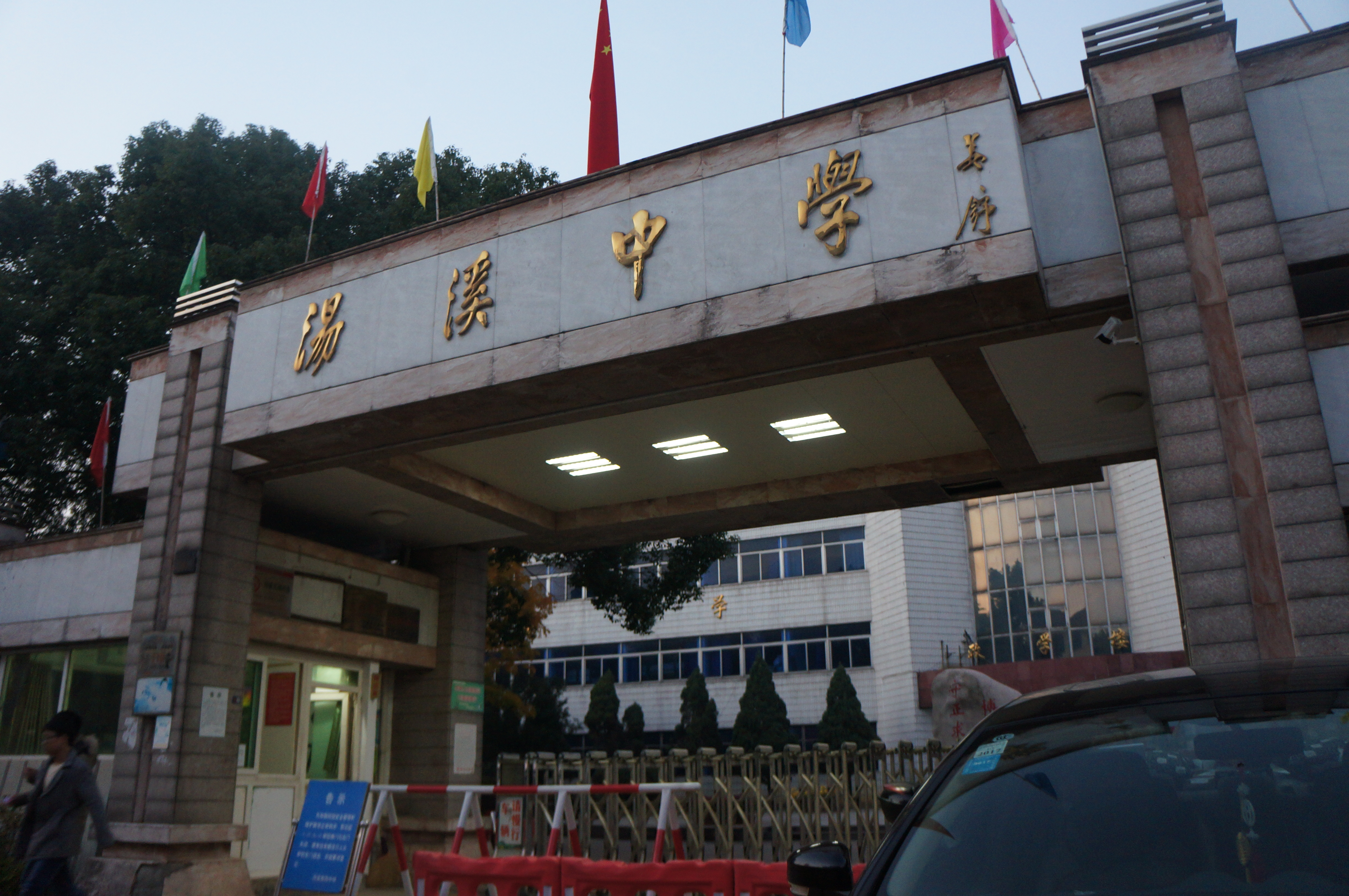
汤溪中学

2007全镇实现工农业生产总值19.1亿元，其中：工业生产总值17.6亿元，农业生产总值1.5亿元，财政总收入3046万元，其中国税收入2210 万元，地税收入836万元。集镇居民人均收入6927元，农民人均纯收入4400元。汤溪镇曾先后荣获社会综合先进集体（市级）、省卫生先进镇、省绿化先进镇、教育强镇、东海明珠乡镇、省级生态镇、全国精神文明先进单位、全国文明村镇等荣誉称号。

### 行政区划

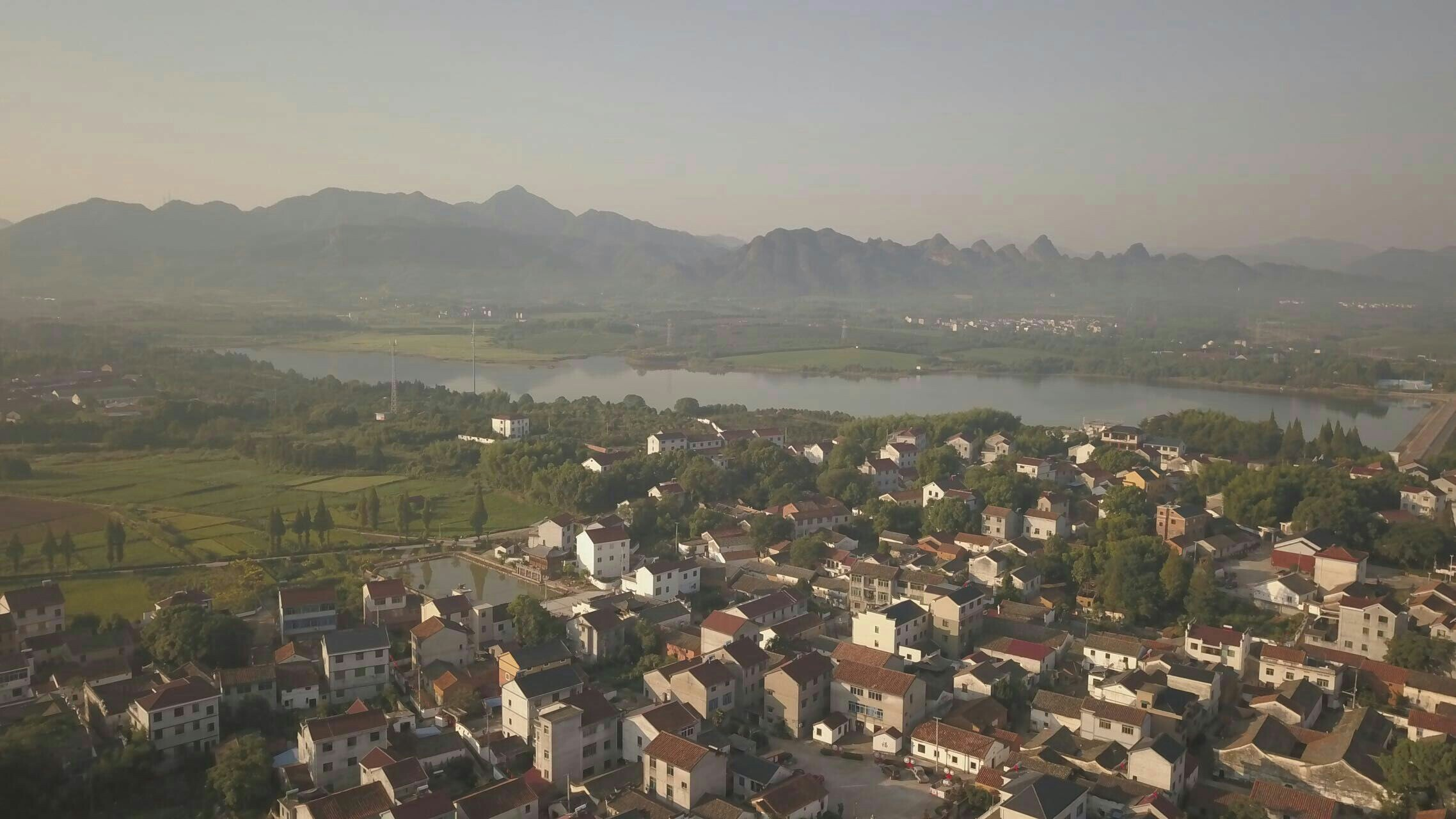
上境村航拍

汤溪镇下辖以下地区：
仙舟社区、汤溪村、李水碓村、夏家村、上徐村、上金家村、王村、贞姑山村、山卜里村、高畈村、溪东村、中央陈村、山塘下村、施家村、中戴村、寺平村、上堰头村、下新宅村、石羊村、野鸭塘村、节义村、鸽坞塔村、岩下村、沙头村、上瀛头村、曹界村、横山头村、下溪淤村、下村、上叶村、乌珠头村、新塘里村、陶寺村、陈村、白鹤殿口村、油麻车村、峰边村、西后徐村、东夏村、西戴家村、里金坞村、西宅口村、上境村、胡碓村、蒋村、东祝村、塘下里村、上李村、禾边程村、汤塘村、下伊村、派溪李村、派溪童村、西章村、仓里一村、仓里二村、仓里三村、后山徐村、瀛洲村、下洲村、牛桥村、冬畈村、高义村、横路村、黄堂前宅村、黄堂后宅村、中祝村、西祝村、萧家村、山坊村、后大村、新安村和四联村。

## 交通

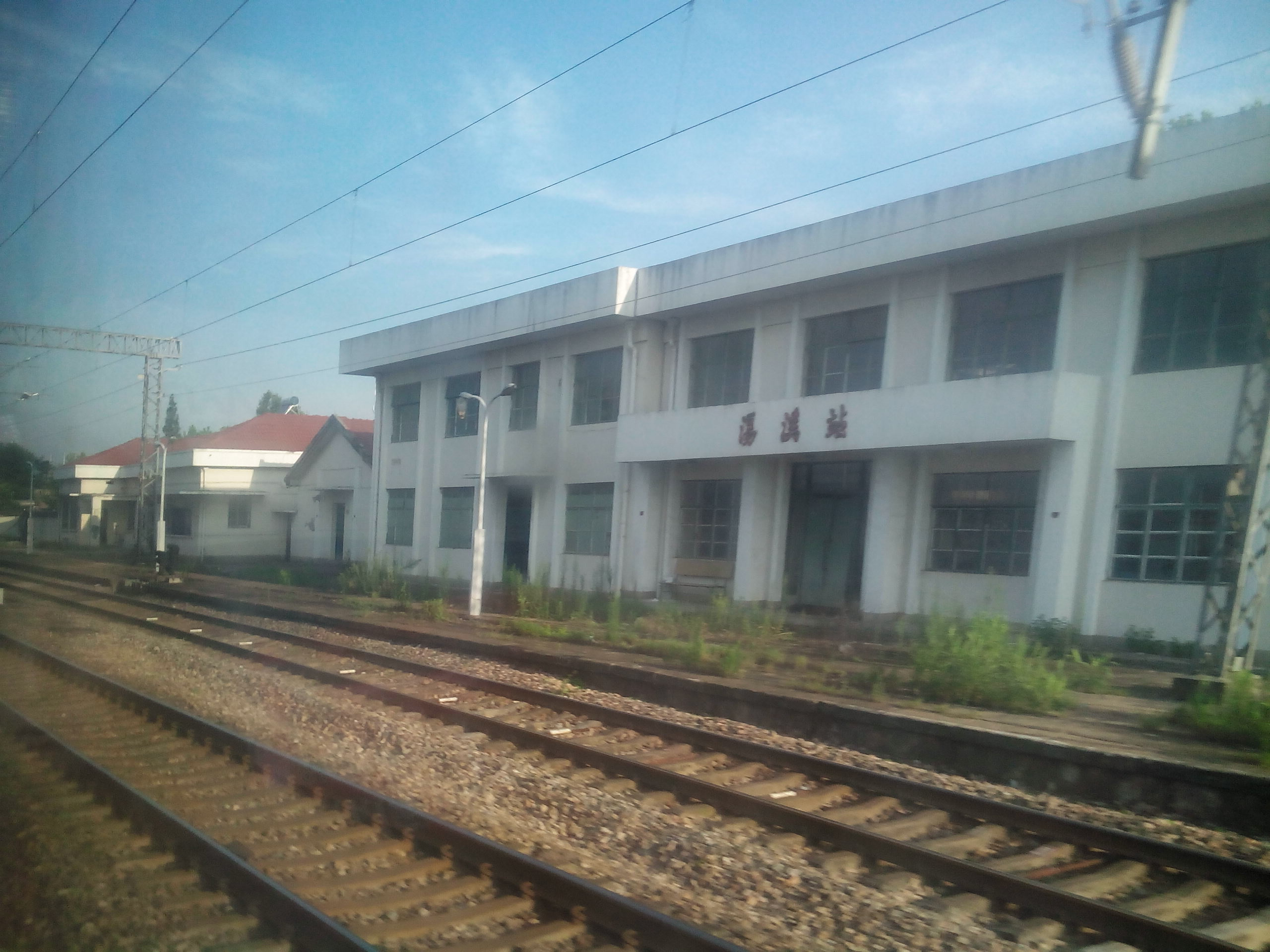
废弃的汤溪站候车室

公路有 330国道、白汤下公路(白龙桥－汤溪－下潘)、46省道兰贺线过境汤溪镇。
杭金衢高速公路设有金华西出口；
铁路沪昆线浙赣段经过汤溪，并设有汤溪站，在第六次提速后汤溪站已不办理客运。

## 文化、风景

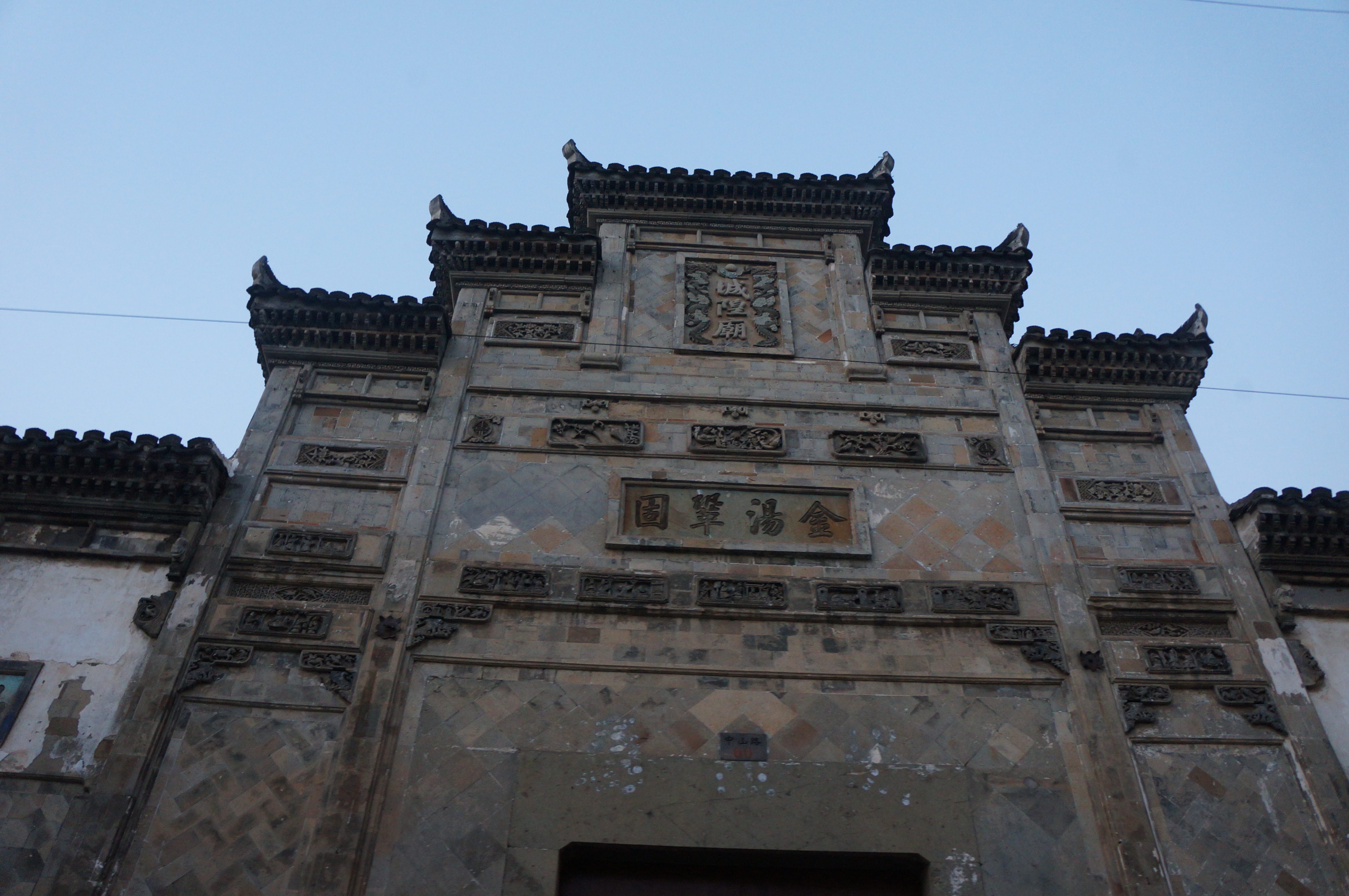
汤溪城隍庙

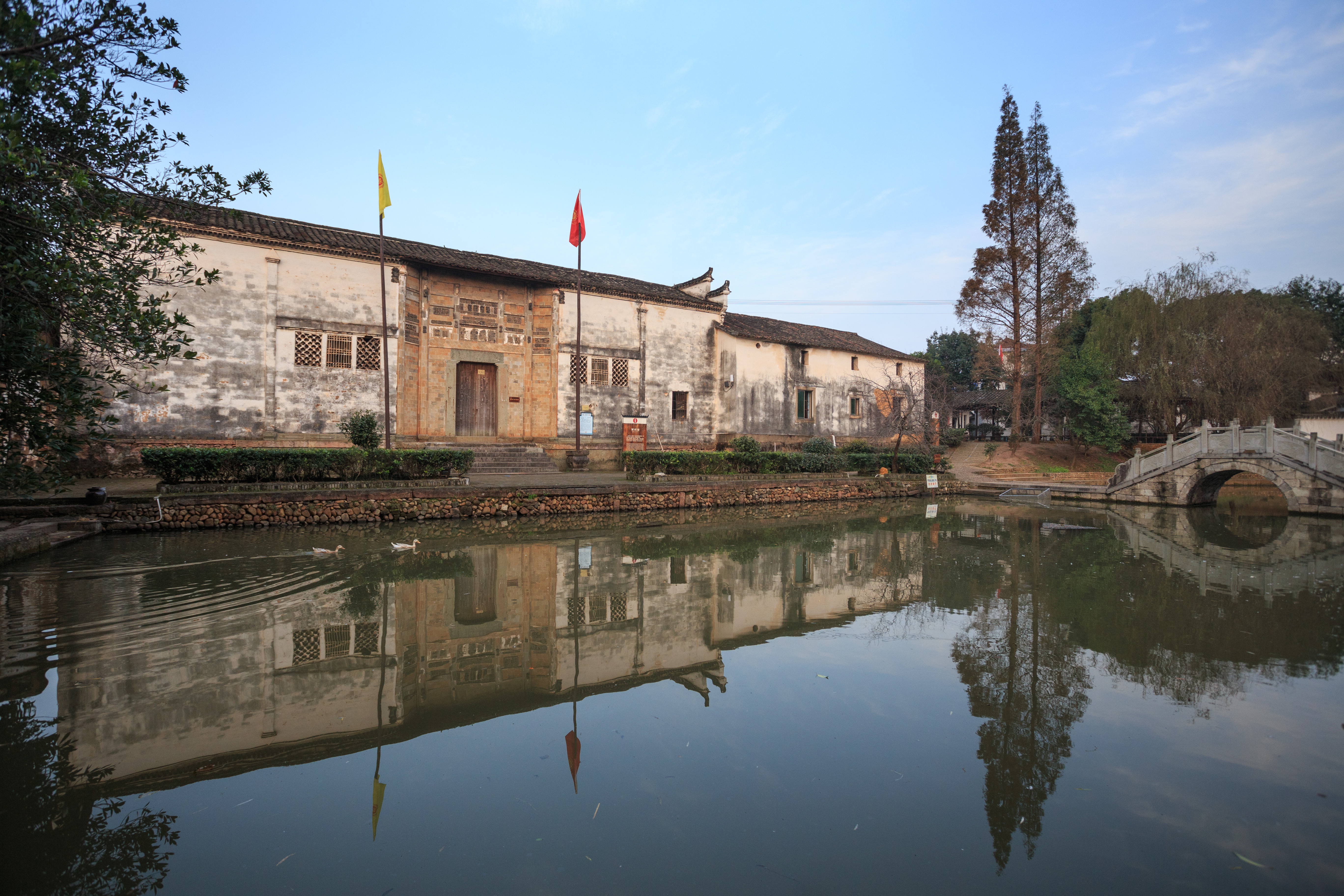
寺平村

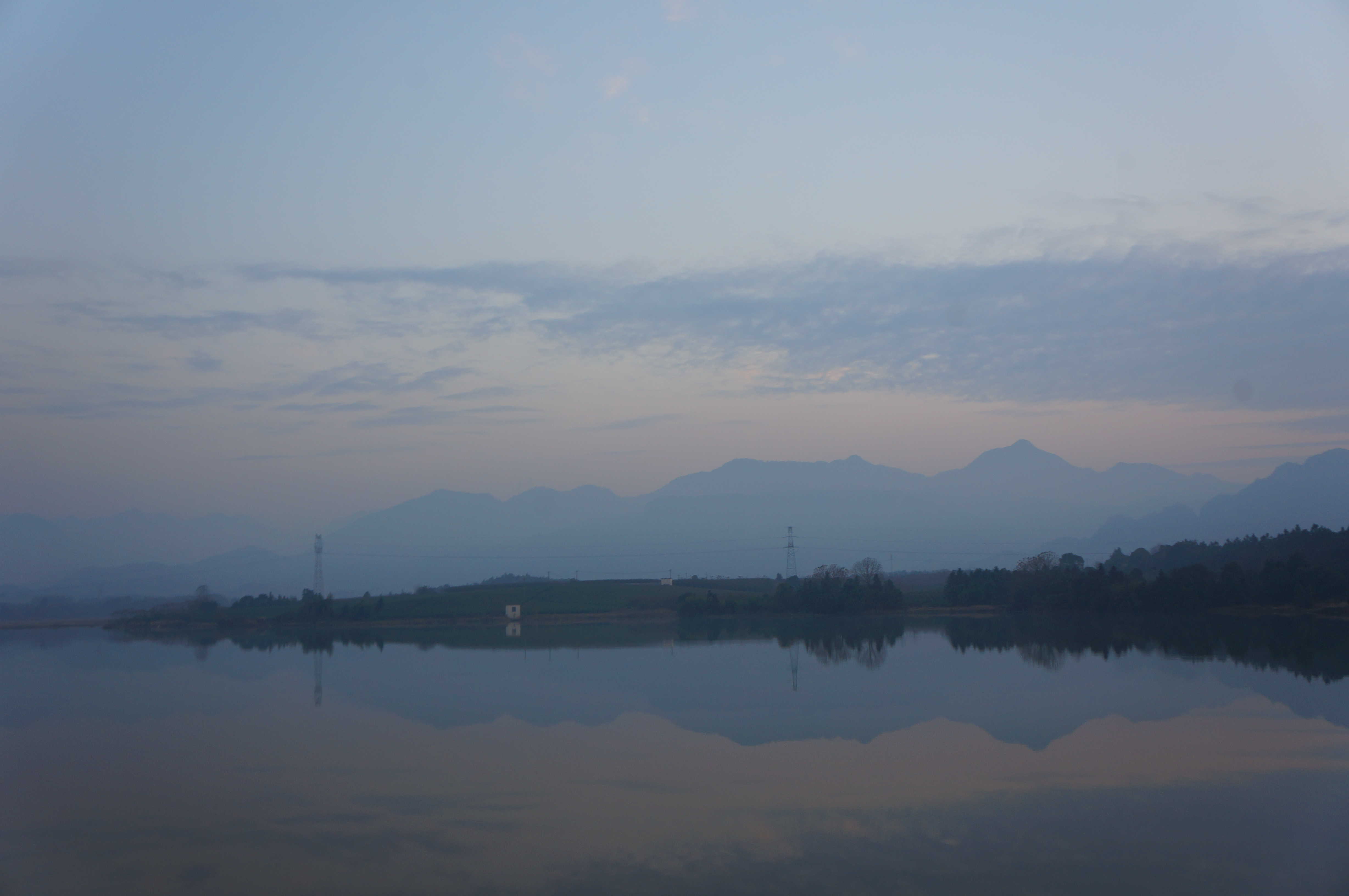
九峰山

### 方言
由於原湯溪縣由婺州、處州、嚴州三府的金華、蘭溪、龍游、遂昌四縣邊陲之地組合而成，而婺州、處州、衢州三府的方言差異甚大，三府四縣方言在湯溪經過五百多年的碰撞式變化，形成了相對獨立、獨具特色的湯溪話。汤溪方言和周边其他地区方言上差别较大。汤溪话因为常用的语气词[ha˨˦ ˑmɤ]（意为“什么”，可作为疑问、感叹、加重语气等多种作用）被周边地区部分人譏笑。
汤溪方言使用的地区为原汤溪县的一部分，包括现在的汤溪镇、蒋堂镇、湖镇部分村落(隶属龙游县)、罗埠镇、洋埠镇、琅琊镇的上盛村等周边地区。

### 寺平村
寺平村是一个受徽派建筑风格影响的古村落，距今已有700多年的历史，现保存较为完整的明清时期厅堂8座，古民宅共计1000余间，其徽派建筑属浙江省最地道、规模最大、保存最完整的古村落，被金华市婺城区政府命名为“历史文化名村”。 据说是此地就是陶渊明的《世外桃源》所在 。此外还获评“中国传统村落”。

### 城隍庙
汤溪城隍庙目前是浙江省重点文物保护单位，城隍老爷为首任县令宋约。
汤溪城隍庙面积大、雕刻精细、保存完整、雕刻精细、结构严谨，是浙江省乃至全国城隍庙中少有的。

### 九峰山
九峰山，古称妇人岩，又称龙邱山，芙蓉山。叠蟑连冈，奇峰挺九，故名九峰。距金华市区28公里，与汤溪镇相依。面积10．38平方公里。系仙霞岭山脉括苍山脉余支，为丹霞地貌结构，峰石林立，山水相依。

### 传说
汤溪传说为春秋时期姑蔑国的后代 ，但这一传说至今未有强有力的证据。
据丰子恺1940年所著的《桐庐负暄》一文中记载：我们的老家，是浙江汤溪。丰氏家族主要集中在汤溪镇黄堂(包括前宅、后宅、高义等地)，特产丰氏小吃：的卜食品

### 饮食

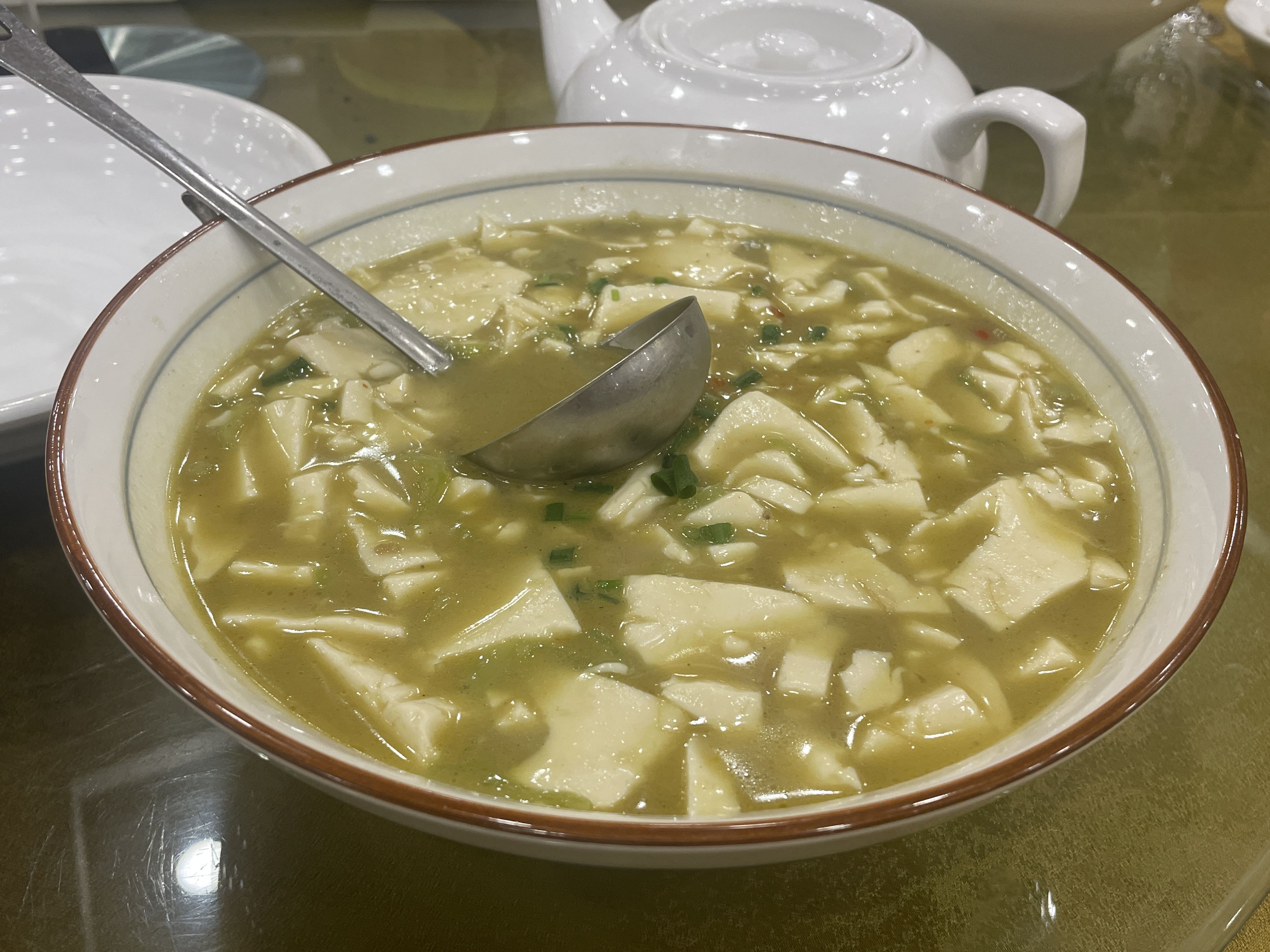
烂菘菜滚豆腐

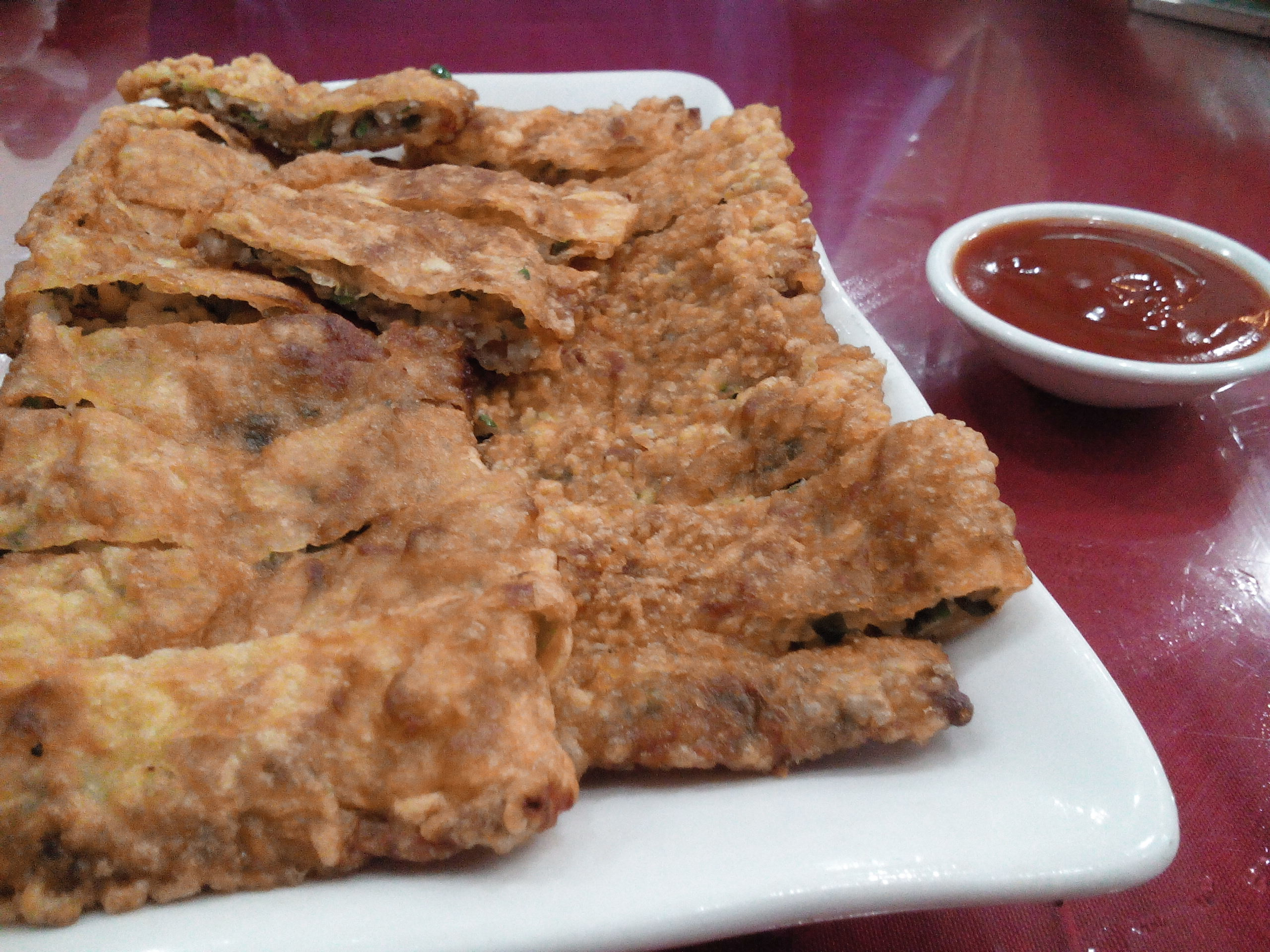
汤溪葱花肉：猪网油炸葱花肉馅

汤溪饮食文化可以追溯到姑蔑国，到了明清时期又融入了客家菜、徽菜的特色，形成了独特的饮食文化。汤溪菜范围涵盖汤溪、罗埠、洋埠、蒋堂、塔石、岭上等乡镇，以浓辣咸为主，多放葱姜蒜。2000年后，一些当地人外出至金华市区、杭州乃至北京开店，使得汤溪菜逐渐为人所知。
汤溪当地原有大席酒“十大碗”（俗称‘十碗头’）之说，但随着时间流逝逐渐失传。2016年汤溪菜饮食行业商会共同推选出汤溪菜“新十大碗”，分别为汤溪古法白切鸡、白皮辣椒炒肉、汤溪山里腌菜、汤溪小肉圆、汤溪牛腩千张、烂菘菜滚豆腐、汤溪葱花肉、胡瓜炖黄鳝、毛芋梗煮青豆和汤溪鸡蛋面。
2018年2月，“汤溪传统饮食文化”被列入金华市第七批非物质文化遗产名录。随后，当地饮食协会开始推进汤溪菜标准化的工作，《汤溪名膳 热菜系列》取得地方标准认证；并联合当地汤溪餐馆、职业学校举行培训《汤溪名膳》，培训菜品包括：
- 凉菜系列：黄豆冻、白切鸡、卜卜菜、腌四样、白切肉、猪油渣、陷灰干
- 热菜系列：白辣白干、葱花肉、肚帮千张、胡瓜炖黄鳝、鸡子面、家烧小石板、烂菘菜滚豆腐[11]、萝卜肉圆、肉择子、炭火煨山珍、焐肉馒头、竽梗青豆、生炒溪滩鳖、油泡煨猪脚、螟蝮炒香干、家烧山石鱼
- 点心主食系列：萝卜汤团、啪面（汤溪拉面[16]）、乌饭、灰汁糕、作糕（状元糕）、麸浆馃